# Down Under (píseň)

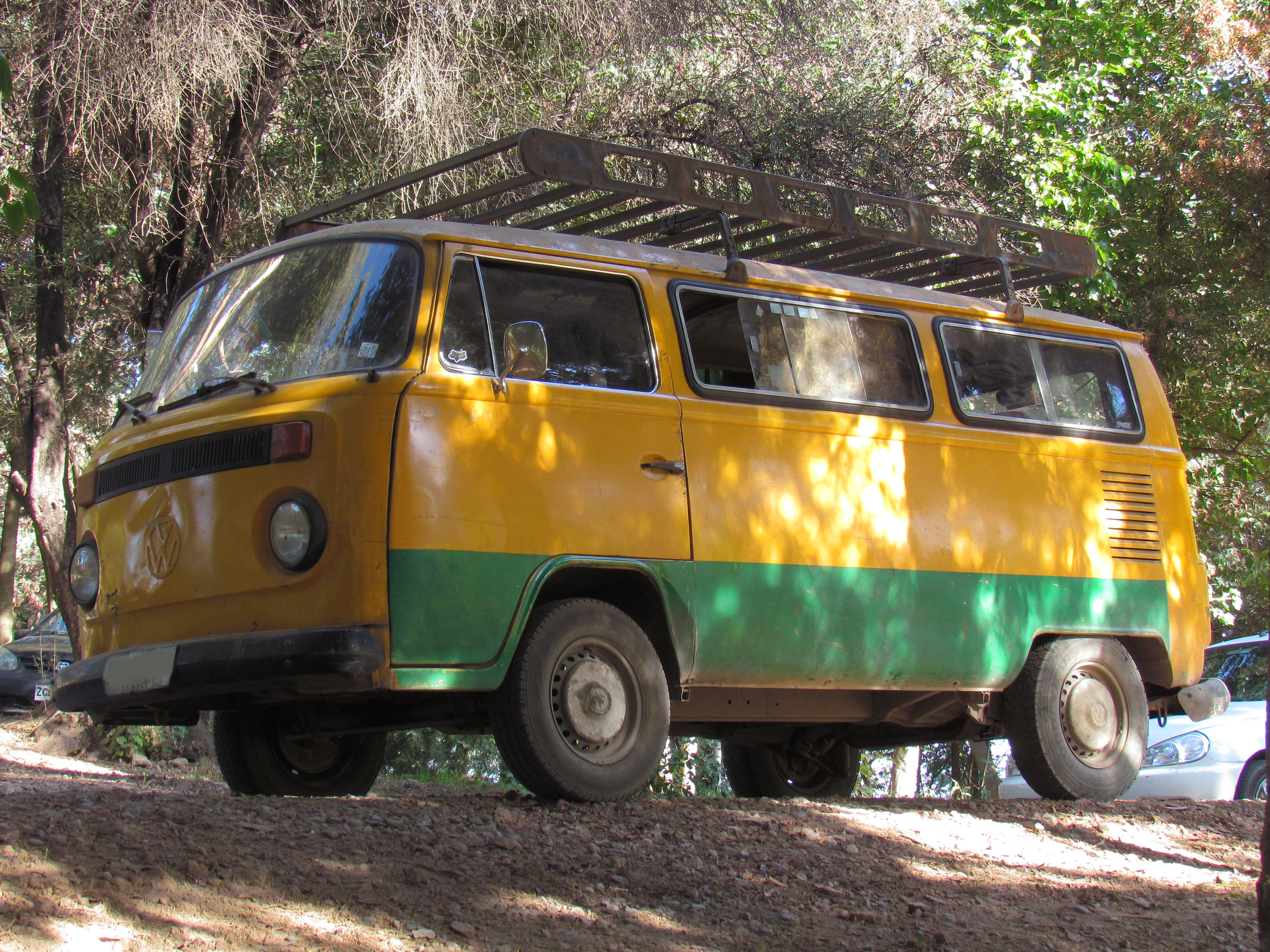
Volkswagen T2, zvaný též kombi, combie

Down Under je píseň Colina Haye a Rona Strykerta, která byla nahrána australskou rockovou skupinou Men at Work. Byla součástí jejich prvního singlu z roku 1980 a stala se známou díky debutovému albu Business as Usual, vydanému v roce 1981. Píseň se stala hitem jak v australských, tak světových hudebních žebříčcích.
Autoři se v ní snažili vyjádřit pocit rozmrzelosti nad poměry v tehdejší Austrálii. Trochu paradoxně ji nyní Australané vnímají jako píseň vlasteneckou.
Název písně je jiným názvem pro Austrálii (viz Down Under), text písně obsahuje některá australská slova, typická pro tehdejší reálie.
Například: 

combie – dodávka Volkswagen T2

zombie – druh marihuany

vegemite – drožďová pomazánka (oblíbená v Austrálii)